# Bistum Wabag
Das Bistum Wabag (lateinisch Dioecesis Uabaganus) ist eine in Papua-Neuguinea gelegene römisch-katholische Diözese mit Sitz in Wabag. Ihr Gebiet umfasst die Provinz Enga.

## Geschichte
Das Bistum Wabag wurde am 18. März 1982 von Papst Johannes Paul II. aus Gebietsabtretungen des Erzbistums Mount Hagen errichtet und diesem als Suffraganbistum unterstellt.

## Bischöfe von Wabag
- Hermann Raich SVD, 1982–2008
- Arnold Orowae, 2008–2024
- Justin Ain Soongie, seit 2025